# 성향 (롤플레잉 게임)
롤플레잉 게임에서 성향(영어: alignment)은 인물의 도덕과 윤리에 대한 관념을 나타낸다. 게임 내에서 플레이어 캐릭터, 논플레이어 캐릭터, 적, 사회 등 다양한 주체에 적용할 수 있다.

## 성향 유형

### 〈던전 & 드래곤〉
원판 〈던전 & 드래곤〉(D&D)에서는 질서, 중립, 그리고 혼돈 3가지로 정리된 삼성향 시스템을 운영했다. 〈어드밴스드 던전 & 드래곤〉에서부터는 선악을 측정하는 '도덕', 질서와 혼돈 선호를 측정하는 '윤리' 두 축으로 구성된 격자를 사용했다. 질서와 혼돈에 대한 성향 3가지, 선과 악에 대한 성향 3가지를 통해 독립적으로 분류해, 게임 내에서 다음과 같은 총 9가지 성향으로 나타낸다.
| 질서 대 혼돈선 대 악 | 질서      | 중립        | 혼돈      |
| -------------------- | --------- | ----------- | --------- |
| 선                   | 질서 선   | 중립 선     | 혼돈 선   |
| 중립                 | 질서 중립 | (절대) 중립 | 혼돈 중립 |
| 악                   | 질서 악   | 중립 악     | 혼돈 악   |